# Mandamarri
Mandamarri é uma cidade e um município no distrito de Adilabad, no estado indiano de Andhra Pradesh.

## Demografia
Segundo o censo de 2001, Mandamarri tinha uma população de 66 176 habitantes. Os indivíduos do sexo masculino constituem 51% da população e os do sexo feminino 49%. Mandamarri tem uma taxa de literacia de 61%, superior à média nacional de 59,5%: a literacia no sexo masculino é de 70% e no sexo feminino é de 52%. Em Mandamarri, 10% da população está abaixo dos 6 anos de idade.